# オリヴァー・エドマンド・クラブ
オリヴァー・エドマンド・クラブ（Oliver Edmund Clubb, Jr., 1901年2月16日 - 1989年5月9日）は、アメリカ合衆国の外交官。チャイナ・ハンズの1人として知られ、1950年代のマッカーシズムの対象となった。

## 生涯
1901年にミネソタ州サウスパーク（現在のサウスセントポール）で誕生。父親は同名のオリヴァー・エドマンド・クラブ (Oliver Edmund Clubb)、母親はリリアン・メイ・ニコラス (Lillian May Nichols) であった。
サウスセントポール高校を卒業。1918年から1919年までアメリカ陸軍に所属。1920年から1921年まで農場に勤務。技術学校を経て、1927年にミネソタ大学で学士号を取得。1928年にジョージ・ワシントン大学に所属。1940年にカリフォルニア大学で中国学の修士号を取得。
1928年から1952年まで国務省で外交官として勤務。1928年5月17日に副領事の階級で任命を受け、5月24日にジョージタウンの外務職員学校に配属。1929年1月18日より語学官として中華民国の北平に駐在。1931年3月12日より漢口で副領事。1934年9月18日より再び北平に配転。9月13日より北平領事館にで三等書記官、1935年1月22日より総領事。1935年9月17日より北平大使館で三等書記官、1936年4月1日より二等書記官。1938年3月7日より天津にて領事、12月5日より上海にて領事。
1941年11月5日よりフランス領インドシナのサイゴンにて領事。1942年7月31日より中華民国の重慶にて二等書記官、1943年2月2日より昆明にて領事、1943年4月19日より迪化にて領事。1944年4月22日よりソビエト連邦のウラジオストクにて領事、9月19日より総領事。1946年1月11日より中華民国の瀋陽にて総領事、7月9日よりハルビンにて総領事、1947年5月29日より長春にて総領事、9月23日より北平にて総領事。1950年から1952年まで国務省中国部長。
1952年に国務省を退職し、コロンビア大学ウェザーヘッド東アジア研究所講師に就任。1989年にニューヨーク州ニューヨークのコロンビア・プレスビテリアン・メディカル・センターにて、パーキンソン病により死去。